# Antonio de Leyva
Antonio de Leyva, I principe di Ascoli, I marchese di Atella, I conte di Monza, capitano della Lega Difensiva d'Italia, cesareo luogotenente generale nel Dominio di Milano (Leiva, 11 luglio 1480 – Aix-en-Provence, 15 settembre 1536), è stato un condottiero e nobile spagnolo, fu il primo governatore del ducato di Milano durante la dominazione spagnola per conto dell'imperatore Carlo V.

## Biografia

### Infanzia

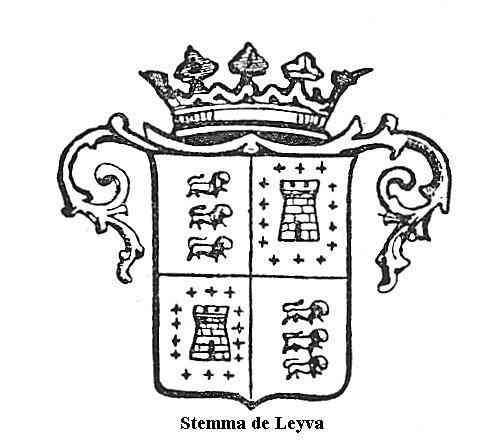
Stemma di Casa de Leyva

Antonio de Leyva discendeva da una famiglia della Navarra, ma nacque nell'odierna regione della Rioja, nel villaggio di Leiva. Era figlio di Juan Martínez de Leyva, VIII signore di Leyva, e di sua moglie Constanza Hurtado de Mendoza y Guzmán.

### Carriera militare

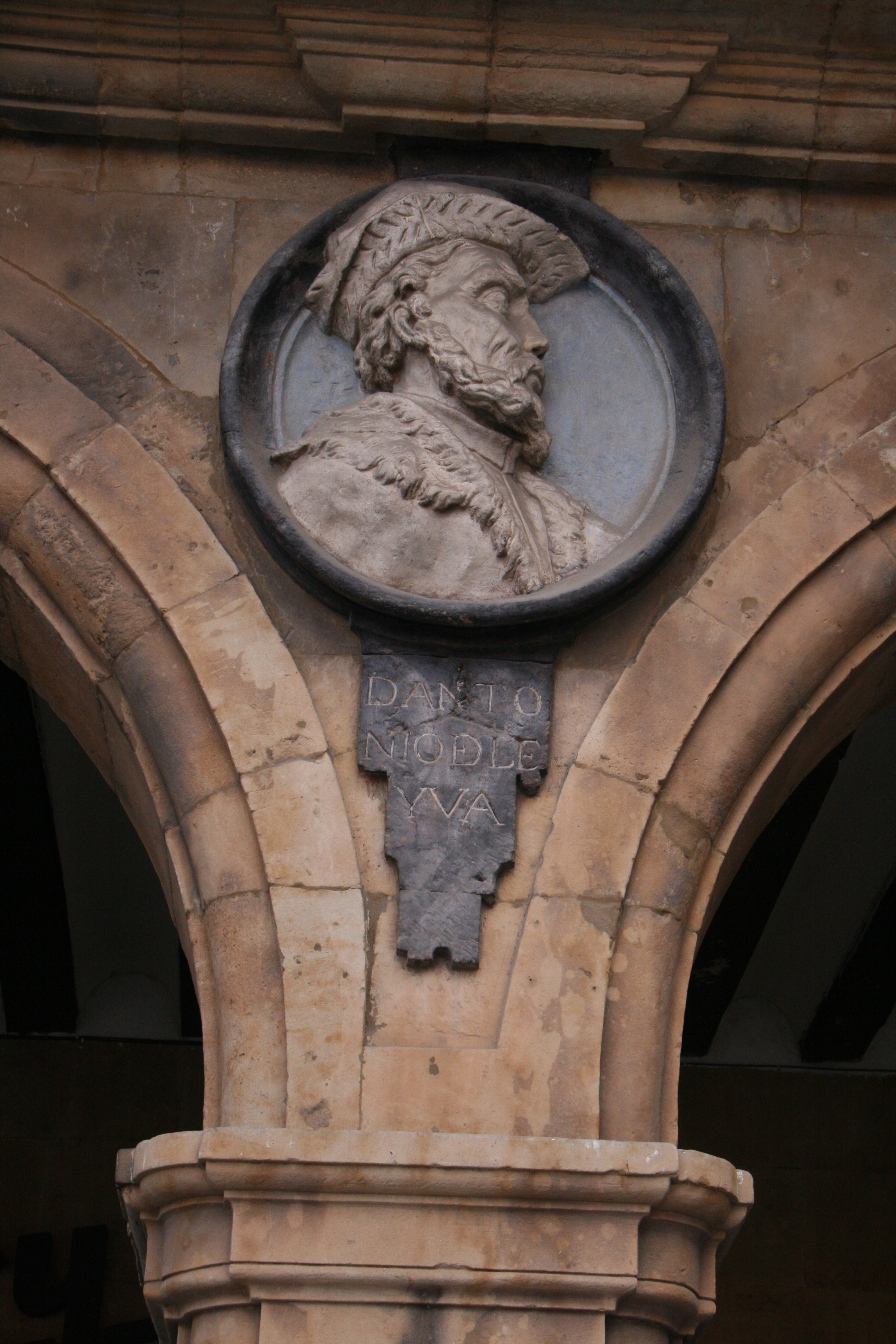
L'effige di Don Antonio de Leyva sul Pabellón di San Martin della Plaza Mayor di Salamanca

Nel 1521, alla nomina di Francesco II Sforza da parte dell'imperatore Carlo V, i francesi vennero cacciati dalla Lombardia. Nel 1522 partecipò alla difesa di Pavia, allora assediata da un grande esercito franco-veneziano. Nel 1525 il re di Francia Francesco I scese in Italia e conquistò Milano senza colpo ferire.
Il re sapeva bene però che senza la presa della roccaforte imperiale di Pavia, difesa dalla guarnigione di 6000 uomini comandata da Antonio de Leyva, la sua vittoria non poteva dirsi completa. Decise quindi di porre l'assedio alla città.
Il 23 febbraio 1525 i rinforzi imperiali guidati da Carlo di Lannoy, viceré di Napoli, e dal Connestabile di Borbone, diedero battaglia all'esercito assediante, di cui, oltre ai francesi, facevano parte anche gli alleati svizzeri, i lanzichenecchi di Anne de Montmorency e le forze italiane del capitano di ventura Giovanni dalle Bande Nere.

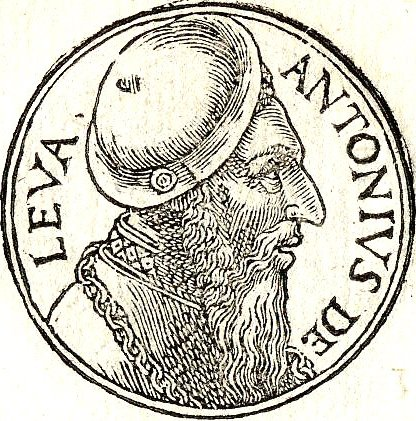
Un'illustrazio del generalissimo de Leyva da "Promptuarii Iconum Insigniorum"

Il re francese guidò personalmente l'assalto della sua cavalleria, ma questa si trovò circondata dal grosso della fanteria imperiale, comandata dal marchese di Pescara, Fernando Francesco d'Avalos, al quale si era aggiunta l'avanguardia comandata dal marchese del Vasto, Alfonso III d'Avalos, che la massacrò. Mentre la celeberrima fanteria svizzera fuggiva, il re stesso veniva fatto prigioniero. Questo successo fu conseguito anche grazie alla sortita della guarnigione di Pavia comandata da Antonio de Leyva che prese alle spalle l'esercito francese.
Nel febbraio del 1529 il duca d'Urbino, capitano della lega anti-imperiale costrinse il de Leyva ad evacuare il Novarese, mentre le forze francesi si spingevano fino a Mortara e Vigevano.
Nel 1530 fu a Bologna in occasione dell'incoronazione di Carlo V.

### Governatore di Milano

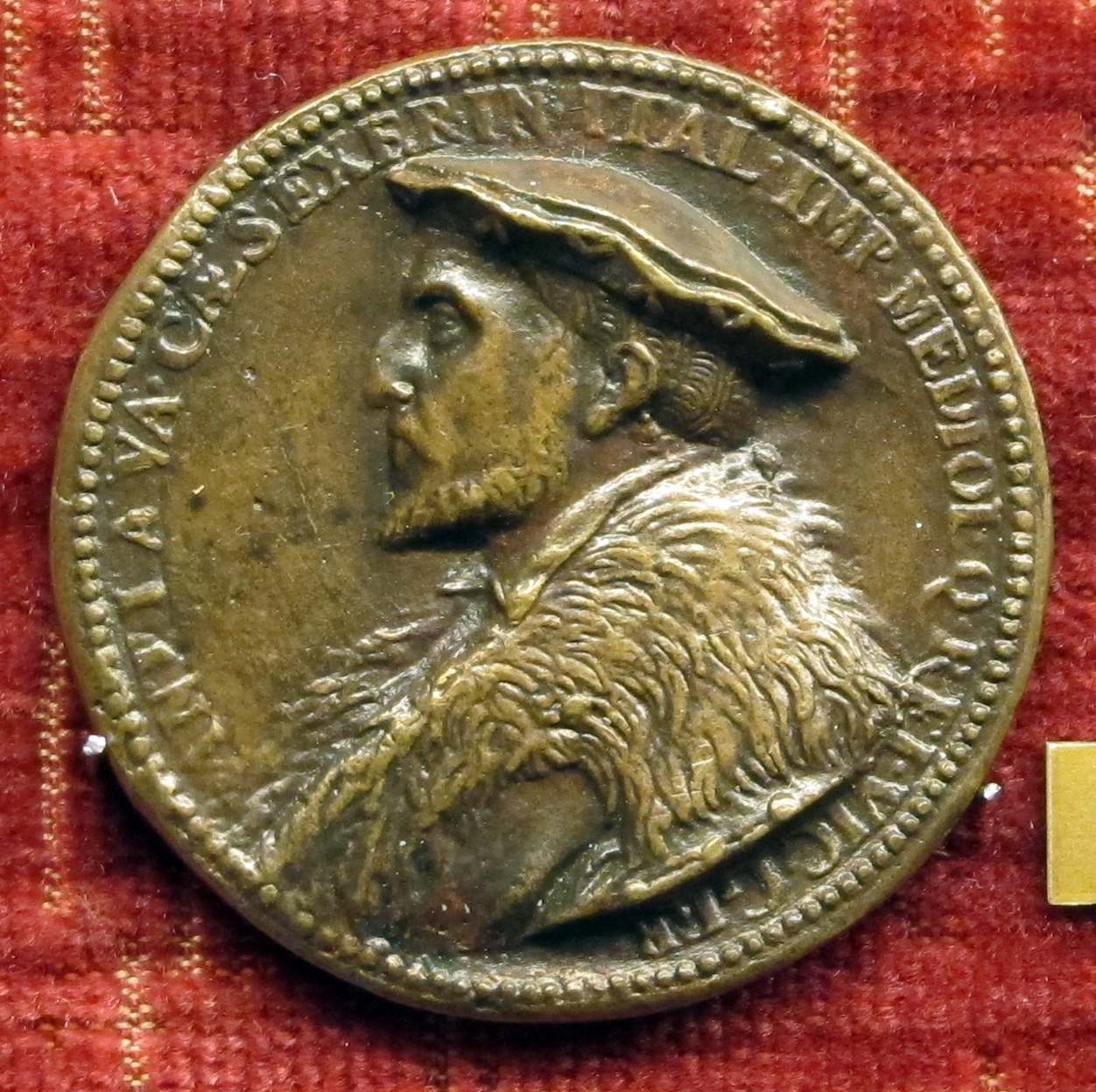
Antonio, governatore di Milano su di una medaglia d'oro del XVI secolo

Nel 6 febbraio 1531, Antonio de Leyva divenne I Conte di Monza nel Ducato di Milano e I Marchese di Atella e I Principe di Ascoli nel Regno di Napoli. Il feudo di Monza fu tolto da Carlo V a Kaspar von Frundsberg (menzionato nelle fonti italiane come Gaspare Frantsperg), morto nell'agosto del 1536, e dato a Antonio de Leyva col rango di contea ma non senza qualche difficoltà. Sotto il precedente breve dominio di Francesco I di Francia il territorio monzese era stato assegnato a Artus Gouffier de Boisy (menzionato nelle fonti italiane come Arturo Goufier). Come governatore di Milano ordinò la costruzione delle nuove mura dette "spagnole" in quella città.

### Morte

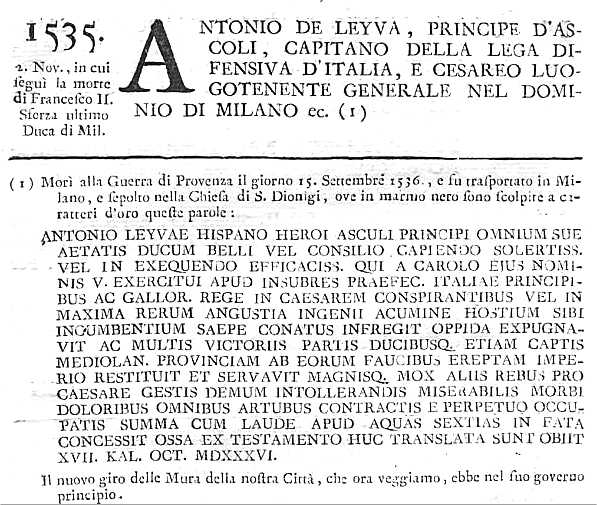
Lapide in memoria di Antonio de Leyva sepolto nella non più esistente chiesa di San Dionigi a Milano

Sofferente di gotta morì all'età di 56 anni durante la campagna di Provenza e fu sepolto a Milano nella Basilica di San Dionigi oggi non più esistente.
Madrid, così come diverse altre città della Spagna, ha una strada intitolata a Antonio de Leyva.
Fu il fondatore di una potente famiglia milanese. Infatti, era il bisnonno paterno di Marianna de Leyva, la suor Virginia "Monaca di Monza" cui si sarebbe ispirato Alessandro Manzoni, essendo questa figlia di Martino a sua volta figlio di Luis, unico figlio avuto da Antonio de Leyva a cui spettava il titolo di Principe di Ascoli tramandato per diritto ereditario solo al primogenito maschio della casata.

## Discendenza
Don Antonio de Leyva, I principe di Ascoli, I marchese di Atella, I conte di Monza e sua moglie Castellana de Villaragut de Fabra ebbero:
1. Luis de Leyva y Castellana Fabra, II principe di Ascoli, II marchese di Atella, II conte di Monza; sposò Mariana de la Cueva y Cabrera, figlia di Fernando de Cabrera y Bobadilla, I conte di Chinchón, e di Teresa de la Cueva y Toledo, figlia del II Duca di Alburquerque, ed ebbero:
  1. Antonio Luis de Leyva y de la Cueva Cabrera (?-1569), III principe di Ascoli, III marchese di Atella e III conte di Monza; sposò Eufrasia de Guzmán, ed ebbero:
    1. Luigi Antonio de Leyva y Guzmán, IV principe di Ascoli, IV marchese di Atella; sposò Magdalena Porzia Marino y Lugo, ed ebbero:
      1. Antonio Luis Benítez de Leyva y Marino de Lugo, V principe di Ascoli, V marchese di Atella (....-1648).

  2. Martino de Leyva y de la Cueva Cabrera; sposò in prime nozze Virginia Marino figlia di Tommaso Marino e di Bettina Doria, ed in secondo nozze Anna Viquez de Moncada ed ebbe: 
    1. Marianna de Leyva Marino y Guzmán (1575-1650); dalla relazione con il conte Gian Paolo Osio ebbe:   
      1. Alma Francesca Margherita Osio de Leyva, nata l'8 agosto 1604, battezzata solennemente nella chiesa di Sant'Andrea, di cui fu padrino il conte Francesco D'Adda.

    2. Luigi de Leyva y Vizquez de Moncada;
    3. Antonio de Leyva y Vizquez de Moncada;
    4. Gerolamo de Leyva y Vizquez de Moncada;
    5. Adriana de Leyva y Vizquez de Moncada.

  3. Giovanni de Leyva y de la Cueva Cabrera;
  4. Marianna de Leyva y de la Cueva Cabrera sposò Massimiliano II Stampa, III marchese di Soncino (1557-1596), conte di Rivolta di Gera d'Adda, signore di Trumello (1546-1601);
  5. Francesco de Leyva y de la Cueuva Cabrera;
  6. Filippo de Leyva y de la Cueva Cabrera.

## Giudizio storico
(IT) 
Don Antonio de Leyva

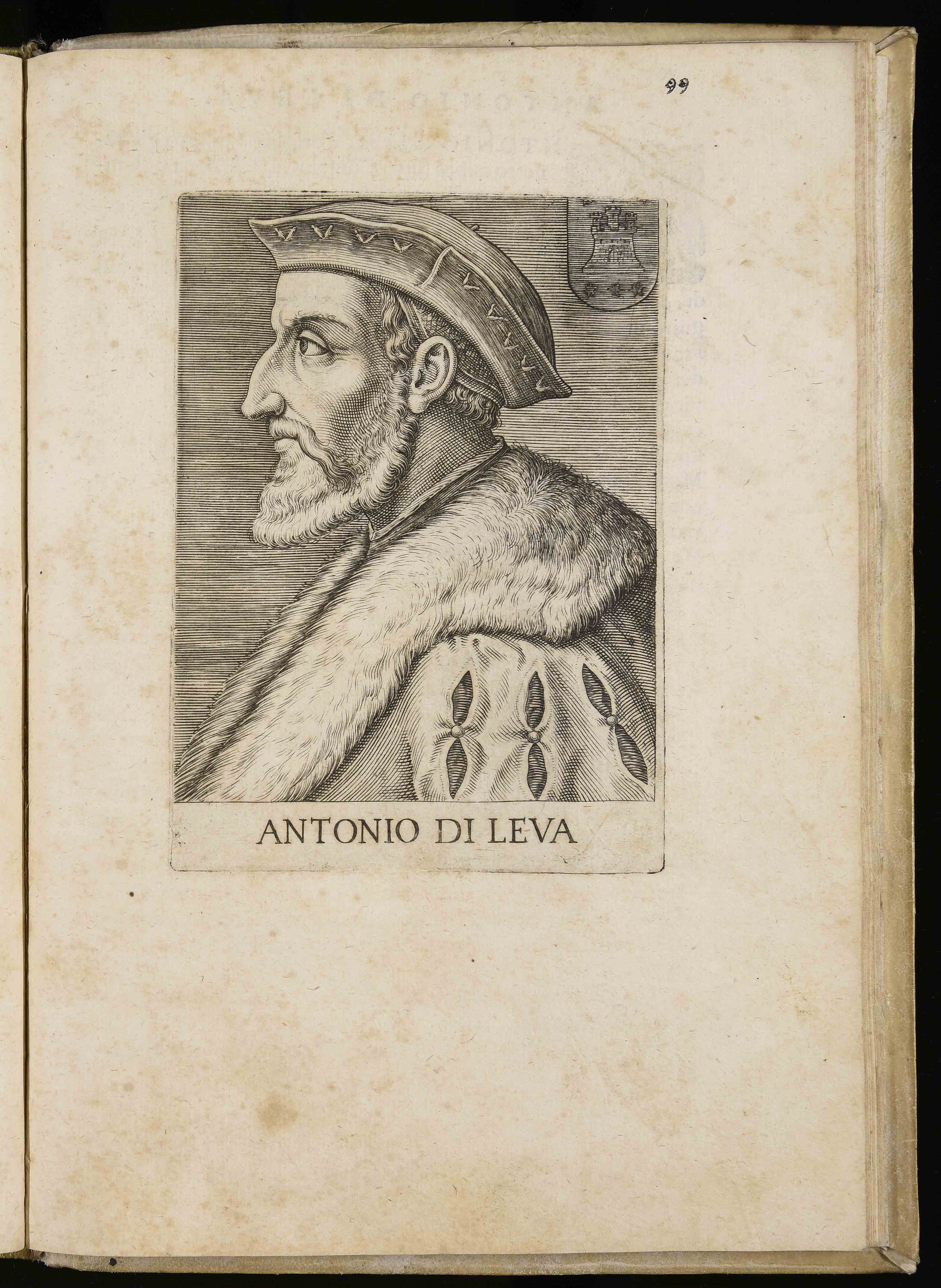
Il generalissimo principe Antonio de Leyva, conte di Monza, in una calcografia in Aliprando Caprioli dai Ritratti di cento capitani illustri con li lor fatti in guerra, Roma, Domenico Gigliotti/Philippe Thomassin & Jean Turpin, 1596/1600, Biblioteca comunale di Trento

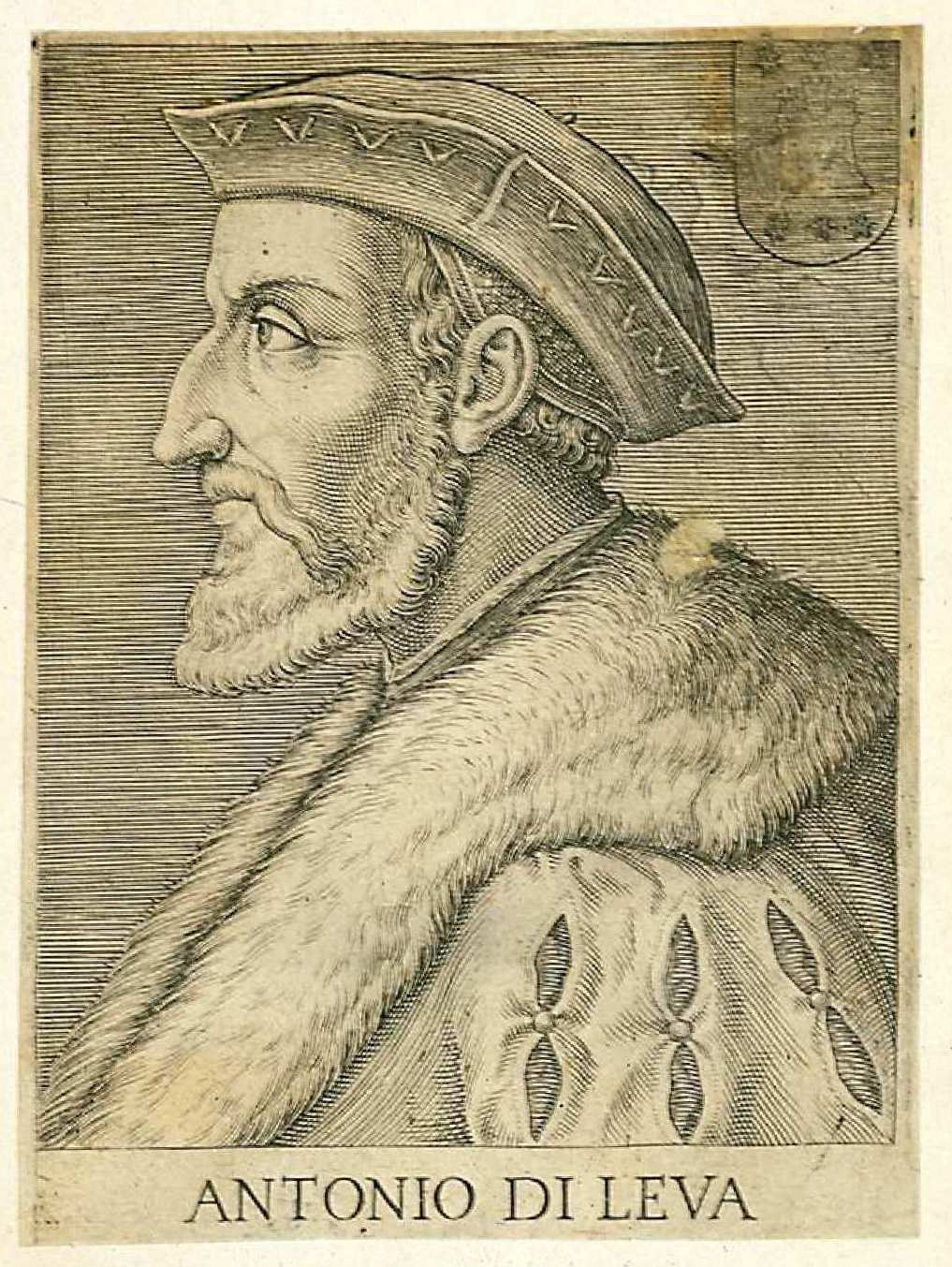
Il generalissimo principe Antonio de Leyva in una calcografia in Aliprando Caprioli dai Ritratti di cento capitani illustri con li lor fatti in guerra, Roma, Domenico Gigliotti/Philippe Thomassin & Jean Turpin, 1596/1600, Biblioteca comunale di Trento

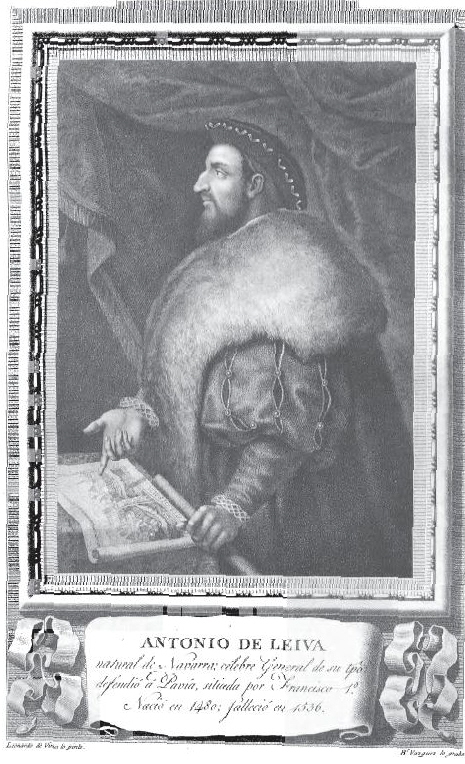
Il principe Antonio, conte di Monza, in una stampa del 1771

Perfino nella fama degli uomini più grandi si intromette il capriccio del destino. Il generale più abile e valoroso del XVI secolo, sotto cui i vittoriosi condottieri delle trionfanti armi spagnole servivano con rispetto, il celebre capitano della cui compagnia volle farsi, e in effetti si  aggregò come soldato semplice , il grande imperatore Carlo V, a malapena è conosciuto all’estero, o dagli stessi spagnoli, e il suo nome è menzionato solo di sfuggita nei libri di storia. Decorato con i maggiori onori e i più illustri titoli che i sovrani potessero concedere agli eroi, mai si incontra il suo nome associato con quelli, forse perché il solo suo nome bastava ai suoi tempi per distinguerlo. Si domandino i nostri lettori gli uni con gli altri chi fu il conte di Monza, il marchese di Atella, il duca di Terranova, il principe di Ascoli? Difficilmente troveranno chi sappia rispondere e dica il nome di quel Grande di Spagna, quel generalissimo degli eserciti alleati, e poi tenente del Cesare in Italia che riuniva in sé tutti questi onori. Ebbene quest’uomo fu Don Antonio de Leyva, di cui noi ci proponiamo di dare qui alcune notizie.
Nacque questo illustre uomo nel 1480 in un villaggio della Rioja chiamato Leyva a due leghe dalla città di Santo Domingo de la Calzada, traendo dalla sua culla le doti e i requisiti che qualificano un eccellente generale.
Suo padre fu Don Juan Martinez de Leyva, Signore del suddetto villaggio e la sua professione  era Capitano generale dei Re Cattolici nell’esercito di Rossiglione, sua madre era  Costanza de Mendoza y Guzman, le cui illustri casate denotano le sue chiare origini.
Senza dubbio, arruolato nelle milizie che  passavano per Napoli, come soldato semplice, militò per molto tempo in tutti gradi inferiori prima di ottenere il comando di una brigata, e a questa circostanza dobbiamo attribuire il fatto che gli storici francesi e italiani dicano che il de Leyva fosse di origini oscure, e che da soldato semplice si elevò per le sue capacità al comando supremo di tutte le truppe in Italia.
Nel 1501 iniziò il suo servizio nella cavalleria, e già era capitano nella battaglia di Ravenna quando le truppe spagnole furono sconfitte dai francesi comandati da Gastone di Foix che morì nell’azione; il de Leyva ebbe due cavalli morti e ne uscì ferito, contribuendo con i suoi sforzi a mantenere l’ordine durante la ritirata.
Nella battaglia di Rebec già comandava una brigata e al suo valore si attribuì la gloria di quella giornata. 
Nel 1523, partì con una divisione di truppe per soccorrere Milano, e contrastò l’esercito francese comandato da Bonnivet in tutto il milanese, però la sua maggiore gloria gli era riservata a Pavia. Marciava verso quella città tutto l’esercito francese comandato da Francesco I in persona. Il de Leyva prevenne l’intenzione del re francese e conoscendo l’importanza di quella piazzaforte si arroccò in quella con seimila veterani spagnoli risoluto a difenderla a oltranza. Francesco I in effetti fece tutti gli sforzi possibili per far capitolare Pavia, con gli assalti più disperati, quando seppe che le truppe spagnole che comandava il marchese di Pescara si stavano avvicinando, però il valore e la tenacia del de Leyva frustrò gli sforzi dei francesi. Giunto che fu l’esercito spagnolo avvenne quella celebre battaglia in cui il re Francesco I fu preso prigioniero e il suo esercito distrutto. Non solo il de Leyva aveva contrastato il nemico per lungo tempo riparando le brecce aperte dalla artiglieria nemica, resistendo ai  ripetuti assalti fino a soffrire le massime privazioni, di più durante il momento più critico del conflitto fra i contendenti, uscì con le sue truppe e piombando all’improvviso sulla retroguardia dei francesi la mise in tale scompiglio che provocò quella triste perdita per la Francia  e il maggior trionfo del regno di Carlo V.
Nominato poi Governatore di Milano partì per quel ducato nel 1527; sconfisse Francesco II Sforza a Marignano, prese la piazza di Casale, la cui guarnigione fu passata a fil di spada, e impadronitosi di Milano non poterono farlo sloggiare gli sforzi congiunti di tante potenze come quelle che formarono la lega contro il suo potere; prendendo per primo  l’offensiva sorprese con una marcia forzata il generale conte di Saint Pol lo fece prigioniero e liberò il ducato dai nemici.
Dimostrò la sua perizia e prudenza quando accompagnò Carlo V nella giornata di Vienna incontro a Solimano nel 1529; accompagnando poi l’imperatore nella sua spedizione in Africa come suo primo generale e consigliere. Scoppiata un’altra volta la guerra in Italia nel 1533 e formata la lega tra Spagna, Venezia e Roma, il de Leyva fu eletto di comune accordo generalissimo delle truppe. I francesi durante le spedizioni di Carlo V contro la Turchia e in  Africa si erano impadroniti della Lombardia e del Monferrato, però il de Leyva fece loro una guerra tanto attiva che li cacciò a viva forza non solo fuori dall’Italia ma fino in Francia li perseguitò.
Fu cosa singolare che nelle ultime campagne avesse mantenuto il comando essendo costantemente afflitto dalla Gotta e da altri malanni; in modo che fra i dolori che soffriva nel letto formava il piano dei suoi attacchi; era incapace di montare a cavallo, si faceva condurre con una portantina tra le file dei soldati durante la battaglia dando i suoi ordini con serenità e ottenendo sempre la vittoria. Le continue fatiche del corpo e della mente aggravarono tanto i suoi dolori che già non fu in potere della natura di resistere alla fine della sua dissoluzione; e una febbre che sterminava il suo esercito lo uccise nei campi di Aix, e alla età di 56 anni, l’illustre condottiero, che onorato con più vittorie e titoli di nessun altro generale in Spagna, non è oggi conosciuto se non da pochi e solo per il nome che ereditò dalla sua casa paterna prima di entrare nel servizio militare, Don Antonio de Leyva.
La sua attività e talento nel corso di una battaglia non conobbero eguali. Il gran capitano che era suo cugino ebbe altri scenari per le sue imprese, comandando sempre i suoi eserciti più come un monarca assoluto che come un generale dipendente da un sovrano, di una corte e di ministri invidiosi;  così le sue vittorie furono più splendide e più celebrate le sue conquiste; era il de Leyva il pupillo di un gran imperatore, grande politico e gran generale.  In verità, nonostante questi lo onorasse quanto poteva, però la presenza di un astro non permette ai suoi satelliti di brillare molto. Leyva aveva nell’esercito una compagnia privilegiata, la prima che aveva comandato nel suo servizio, e si gloriava di passarla in rivista come la sua compagnia particolare. Un giorno che sfilava davanti a Carlo V, questi prese un moschetto e si mise in fila, comandando al Commissario generale che scrivesse nel libro “Carlos de Gante, soldato nella compagnia del Sig. Antonio de Leyva”. Chi ebbe il suo nome registrato in questo modo non necessitava di altri titoli per essere da allora in poi distinto. Questa recluta diede più onore  al  suo capitano che i più numerosi eserciti ai loro rispettivi marescialli.
Un'educazione meramente militare, una vita trascorsa tra gli orrori della guerra, e una sofferenza di continue infermità gli avevano generato una certa asprezza nel carattere di cui si avvalevano i suoi detrattori per motteggiarlo di crudele, di dispotico e anche di empio. Crudele perché era inflessibile nella disciplina militare senza cui non esistono eserciti; dispotico perché si faceva obbedire senza di che non si possono ottenere vittorie; e empio perché diceva le crude verità senza considerazione alla coscienza  ne alla malizia degli altri.
Carlo V si propose di fare una conquista, ingiusta, come tutte quelle che fanno i re e le repubbliche, e parlando un giorno con il de Leyva sopra questo proposito, l’imperatore domandò al generale quale sarebbe stato il miglior modo per conservarla senza ribellioni. Leyva gli rispose che il modo più sicuro era di decapitare i principi che avevano possedimenti in quel territorio. ”Ma che sarà della mia anima”? esclamò l’imperatore con sorpresa. “Ah! Signore!” rispose enfaticamente il de Leyva, “se Vostra Maestà ha un’anima, desista dalle conquiste e si ritiri nel suo palazzo”.

## Ascendenza
|                                                                                |                                              |                                              | Genitori                                            |  |  | Nonni |  |  | Bisnonni                                      |  |  | Trisnonni                                  |  |
|                                                                                |                                              |                                              |                                                     |  |  |       |  |  | Sancho Martínez de Leyva, VI signore di Leyva |  |  | Juan Martínez de Leyva, V signore di Leyva |  |
|                                                                                |                                              |                                              |                                                     |  |  |       |  |  | Sancho Martínez de Leyva, VI signore di Leyva |  |  | Juan Martínez de Leyva, V signore di Leyva |  |
|                                                                                |                                              | María Díaz de Ceballos                       |                                                     |  |  |       |  |  | Sancho Martínez de Leyva, VI signore di Leyva |  |  |                                            |  |
| Ladrón de Leyva, VII signore di Leyva                                          |                                              |                                              |                                                     |  |  |       |  |  | Sancho Martínez de Leyva, VI signore di Leyva |  |  |                                            |  |
|                                                                                |                                              | Leonor Vélez de Guevara                      | Pedro Vélez de Guevara, signore di Oñate            |  |  |       |  |  |                                               |  |  |                                            |  |
|                                                                                |                                              | Leonor Vélez de Guevara                      | Pedro Vélez de Guevara, signore di Oñate            |  |  |       |  |  |                                               |  |  |                                            |  |
|                                                                                |                                              | Leonor Vélez de Guevara                      | Isabel Téllez di Castiglia                          |  |  |       |  |  |                                               |  |  |                                            |  |
| Juan Martínez de Leyva, VIII signore di Leyva                                  |                                              | Leonor Vélez de Guevara                      |                                                     |  |  |       |  |  |                                               |  |  |                                            |  |
|                                                                                |                                              | Hernán García de Herrera                     | García de Herrera                                   |  |  |       |  |  |                                               |  |  |                                            |  |
|                                                                                |                                              | Hernán García de Herrera                     | García de Herrera                                   |  |  |       |  |  |                                               |  |  |                                            |  |
|                                                                                |                                              | Hernán García de Herrera                     | ...                                                 |  |  |       |  |  |                                               |  |  |                                            |  |
| Beatriz de Herrera                                                             |                                              | Hernán García de Herrera                     |                                                     |  |  |       |  |  |                                               |  |  |                                            |  |
|                                                                                |                                              | Inés de Rojas                                | Juan Martínez de Rojas, signore di Monzón           |  |  |       |  |  |                                               |  |  |                                            |  |
|                                                                                |                                              | Inés de Rojas                                | Juan Martínez de Rojas, signore di Monzón           |  |  |       |  |  |                                               |  |  |                                            |  |
|                                                                                |                                              | Inés de Rojas                                | Mencía de Leyva                                     |  |  |       |  |  |                                               |  |  |                                            |  |
| Antonio de Leyva, I principe di Ascoli, I marchese di Atella, I conte di Monza |                                              | Inés de Rojas                                |                                                     |  |  |       |  |  |                                               |  |  |                                            |  |
|                                                                                | Juan Hurtado de Mendoza, signore di Mendívil | Juan Hurtado de Mendoza, signore di Mendívil |                                                     |  |  |       |  |  |                                               |  |  |                                            |  |
|                                                                                | Juan Hurtado de Mendoza, signore di Mendívil | Juan Hurtado de Mendoza, signore di Mendívil |                                                     |  |  |       |  |  |                                               |  |  |                                            |  |
|                                                                                | Juan Hurtado de Mendoza, signore di Mendívil | Leonor de Arellano                           |                                                     |  |  |       |  |  |                                               |  |  |                                            |  |
| Ruy Díaz de Mendoza, signore di Mendívil                                       | Juan Hurtado de Mendoza, signore di Mendívil |                                              |                                                     |  |  |       |  |  |                                               |  |  |                                            |  |
|                                                                                |                                              | Mencía de Rojas                              | Ruy Díaz de Rojas, signore di Santa Cruz de Campezo |  |  |       |  |  |                                               |  |  |                                            |  |
|                                                                                |                                              | Mencía de Rojas                              | Ruy Díaz de Rojas, signore di Santa Cruz de Campezo |  |  |       |  |  |                                               |  |  |                                            |  |
|                                                                                |                                              | Mencía de Rojas                              | María de Guevara                                    |  |  |       |  |  |                                               |  |  |                                            |  |
| Constanza Hurtado de Mendoza y Guzmán                                          |                                              | Mencía de Rojas                              |                                                     |  |  |       |  |  |                                               |  |  |                                            |  |
|                                                                                |                                              | Álvar Pérez de Guzmán, X signore di Orgaz    | Alfonso Pérez de Guzmán, IX signore di Orgaz        |  |  |       |  |  |                                               |  |  |                                            |  |
|                                                                                |                                              | Álvar Pérez de Guzmán, X signore di Orgaz    | Alfonso Pérez de Guzmán, IX signore di Orgaz        |  |  |       |  |  |                                               |  |  |                                            |  |
|                                                                                |                                              | Álvar Pérez de Guzmán, X signore di Orgaz    | Sancha Ponce de León                                |  |  |       |  |  |                                               |  |  |                                            |  |
| María de Guzmán                                                                |                                              | Álvar Pérez de Guzmán, X signore di Orgaz    |                                                     |  |  |       |  |  |                                               |  |  |                                            |  |
|                                                                                |                                              | Leonor Carrillo de Acuña                     | Alfonso Carrillo de Acuña, signore di Caracena      |  |  |       |  |  |                                               |  |  |                                            |  |
|                                                                                |                                              | Leonor Carrillo de Acuña                     | Alfonso Carrillo de Acuña, signore di Caracena      |  |  |       |  |  |                                               |  |  |                                            |  |
|                                                                                |                                              | Leonor Carrillo de Acuña                     | Leonor de Toledo, signora di Pinto                  |  |  |       |  |  |                                               |  |  |                                            |  |
|                                                                                |                                              | Leonor Carrillo de Acuña                     |                                                     |  |  |       |  |  |                                               |  |  |                                            |  |